# الشرف (صباح)

تعديل مصدري - تعديل

الشرف هي إحدى قرى عزلة صباح بمديرية صباح التابعة لمحافظة البيضاء، بلغ تعداد سكانها 853 نسمة حسب تعداد اليمن لعام 2004.